# Nikoła Złatew
Nikoła Złatew (bg. Никола Златев) – bułgarski zapaśnik walczący w stylu wolnym. Srebrny medalista mistrzostw Europy w 1983; piąty w 1984 roku. 